# 德拉甘·卢科夫斯基
德拉甘·卢科夫斯基（1975年3月21日—），塞尔维亚男子篮球运动员。他曾代表南联盟参加1998年国际篮联世界锦标赛和2000年夏季奥林匹克运动会篮球比赛。